# Vive la bombe !
Vive la bombe ! est un téléfilm français réalisé par Jean-Pierre Sinapi, en 2006.

## Synopsis
30 avril 1962. La guerre d'Algérie est terminée depuis deux mois, mais Charles de Gaulle a négocié avec le FLN lors des accords d'Évian la poursuite d'essais atomiques dans le désert du Sahara. Un tir nucléaire souterrain doit d'ailleurs avoir lieu le lendemain, au cœur de la montagne du Taourirt. Philippe, un jeune lieutenant patriote, et trois appelés du contingent passablement indisciplinés, Jojo, Fred et Javiez sont réquisitionnés afin d'assurer la sécurité autour du secteur. Au même moment, Antoine, sous-directeur de cabinet du ministère de la Guerre, arrive sur place avec sa maîtresse, Louise, qui n'est autre que la mère de Philippe. Ce haut fonctionnaire, chargé de superviser le tir, doit également préparer la venue du ministre. Un géologue met alors en garde Antoine, pour lui cette nouvelle explosion est des plus risquée, la montagne étant déjà fragilisée. Et de fait, le 1er mai, l'accident se produit : sous les yeux des officiels réunis dans un poste d'observation situé à 5 km du lieu de l'explosion, le Taourirt se fissure libérant un nuage radioactif : ce sera l'accident de Béryl.

## Fiche technique
Sauf indication contraire, les informations mentionnées dans cette section peuvent être confirmées par les bases de données cinématographiques IMDb et Allociné,  présentes dans la section « Liens externes ».
- Réalisation : Jean-Pierre Sinapi
- Scénario : Daniel Tonachella, Jean-Pierre Sinapi d'après une idée originale de Quentin Raspail
- Musique : Louis Sclavis
- Photographie : Gérard Simon
- Décors : Dominique Douret et Frédéric Duru
- Costumes : Ève-Marie Arnault et Nezha Dakil
- Direction artistique : Abdelouahab Laaroussi
- Montage : Catherine Schwartz
- Son : Frédéric Ullmann
- Production : Quentin Raspail
- Sociétés de production : Raspail Production, Arte France, France 2
- Durée : 90 minutes
- Format : 4/3
- Diffusions :
  - 16 mars 2007 et 10 février 2010 sur Arte
  - 28 avril 2009 sur France 2
  - 24 mai 2010 sur France 5

## Distribution
Sauf indication contraire, les informations mentionnées dans cette section peuvent être confirmées par les bases de données cinématographiques IMDb et Allociné,  présentes dans la section « Liens externes ».
- Cyril Descours : Lieutenant Philippe Antelme
- Matthieu Boujenah : Caporal-chef Javiez, Pied-Noir
- Olivier Barthélémy : Fred Bertin
- Damien Jouillerot : Jaubert, dit « Jojo », titi parisien de « Ménilmuche »
- Bernard Le Coq : Antoine de Saintonge, le sous-directeur de cabinet du ministre de la Guerre, parrain de Philippe
- Nadine Marcovici : Louise Antelme, la maîtresse d'Antoine, mère de Philippe
- Lionel Abelanski : le géologue inquiet
- Gilles Arbona : le général
- Christophe Odent : le ministre de la Guerre
- François Sinapi : le colonel
- Jean-Pol Brissart : l'ingénieur atomiste
- Christian Ruché : le physicien
- Renaud Foisy : le météorologue
- Christian Brendel : le docteur
- Daniel Tonachella : l'homme en gris
- Nicolas Lormeau : le sergent-chef
- Abdelkader Aizzo : le chef Touareg
- Denis Bachmann : un invité
- Youssef Britel : un homme en blanc à la base
- Tristan Calvez : un jeune soldat
- Rémi de Vos : un gendarme à l'hôpital Percy
- Bertrand Constant : le brigadier no 1
- Jean-Pierre Joseleau : le brigadier no 2
- Yves Michel : le chef radio
- Jean-Philippe Morgado : un soldat
- Serge Noël : l'huissier
- Mehdi Ouazzani : un homme en blanc à la douche
- Farid Regragui : un travailleur arabe
- Bertrand Sinapi : l'infirmier

## Distinction
- Festival de la fiction TV de Saint-Tropez 2006 : meilleur téléfilm unitaire de prime time[1]